# Històries de Nova York
Històries de Nova York (títol original: New York Stories) és una pel·lícula estatunidenca estrenada el 1989, doblada al català.

## Argument
El pel·lícula està constituïda de tres curtmetratges que tenen per tema central Nova York. El primer, Life Lessons , dirigit per Martin Scorsese i escrit per Richard Price. El segon, Life Without Zoe , escrit i dirigit per Francis Ford Coppola ajudat de Sofia Coppola pel guió. L'últim, Oedipus Wrecks , escrit i dirigit per Woody Allen.

## Critiques
Els crítics van ser en general positives per Life Lessons  i Oedipus Wrecks , però més aviat negatives per Life Without Zoe. Hal Hinson, del Washington Post, va escriure a propòsit de la part realitzada per Coppola, 
| « | ...és de lluny la pitjor direcció | » |

.

## Repartiment
- Woody Allen: Sheldon
- Nick Nolte: Lionel Dobie
- Rosanna Arquette: Paulette
- Marvin Chatinover: el psiquiatre
- Mae Questel: la mare
- Mia Farrow: Lisa
- Molly Regan: la secretària de Sheldon
- Ira Wheeler: Bates
- Jessie Keosian: tia Ceil
- Steve Buscemi: Gregory Stark
- Adrien Brody: Mel
- Talia Shire: Charlotte
- Victor Argo: policia
- Holly Marie Combs: Helena

## Al voltant de la pel·lícula
- Jessie Keosian, que interpreta la tia Ceil en el curtmetratge de Woody Allen, resulta ser l'antiga Professora de biologia d'aquest. No l'havia tornat a veure des d'aquella època.
- La interpretació de Steve Buscemi en la part de Martin Scorsese ha estat escrita per ell mateix.